# 瓦尔德施泰滕
瓦尔德施泰滕是德国巴登-符腾堡州的一个市镇。总面积20.95平方公里，总人口7124人，其中男性3503人，女性3621人（2011年12月31日），人口密度340人/平方公里。